# 崔台符
崔台符（?—?），字平反，一字平叔，宋朝蒲陰人。
早年為大理詳斷官，熙寧年間，文彦博荐为群牧判官，擔任河北监牧使。累官司勳員外郎。赞成王安石改正刑名，稱“数百年误用刑名，今乃得正。”被王安石重用，隔年六月，擢大理卿。曾出使遼國。被殿中侍郎史林旦彈劾：“人物凡猥，姿性狡佞。本以诸科，挟法而进。熙宁中，王安石破律改条，变易轻重，台符附会新意，因得进用。”。

## 延伸阅读
[在维基数据编辑]
 《宋史·卷355》，出自脱脱《宋史》